# Sense Field
Sense Field fue una banda de post-hardcore estadounidense provenientes de California. Fue formado directamente de la banda hardcore punk Reason to Believe. Sus influencias fueron Fugazi y Pixies. Sense Field fue uno de los pioneros del emo en establecer un sonido evolutivo a base del punk rock con el indie rock. Esto se ve claramente reflejado en sus álbumes musicales como "Killed for Less" y "Building", lanzado por la discográfica "Revelations Records" en 1995 y 1996. Su primer álbum fue "Sense Field" en 1994 por Revelation Records. Han salido de giras varias veces con Jimmy Eat World, Texas Is The Reason y Dashboard Confessional. Después de su última gira mundial en el 2003, la banda se separa dejando numerosos álbumes, EP's y Split's.
El vocalista Jonathan "Jon" Bunch se suicidó el 31 de enero del 2016, a los 45 años.

## Discografía

### Álbumes
- Sense Field (1994)
- Killed for Less (1994)
- Building (1996)
- Tonight and Forever (2001)
- Living Outside (2003)

### EP
- Sense Field casete EP (1990)
- Sense Field EP (1991)
- Premonitions EP (1992)
- Sense Field / Jimmy Eat World / Mineral split EP (1997)
- Part of the Deal EP (1999)
- Fun Never Ends EP (2001)
- Sense Field / onelinedrawing split EP (2000)
- The musings of Sense Field and Running From Dharma split EP (2004)

### Compilatorios
- "Caribou" - Where is My Mind? - a tribute to The Pixies (Glue Factory Records, 1999)
- To End a Letter (2004)